# DJI (Unternehmen)

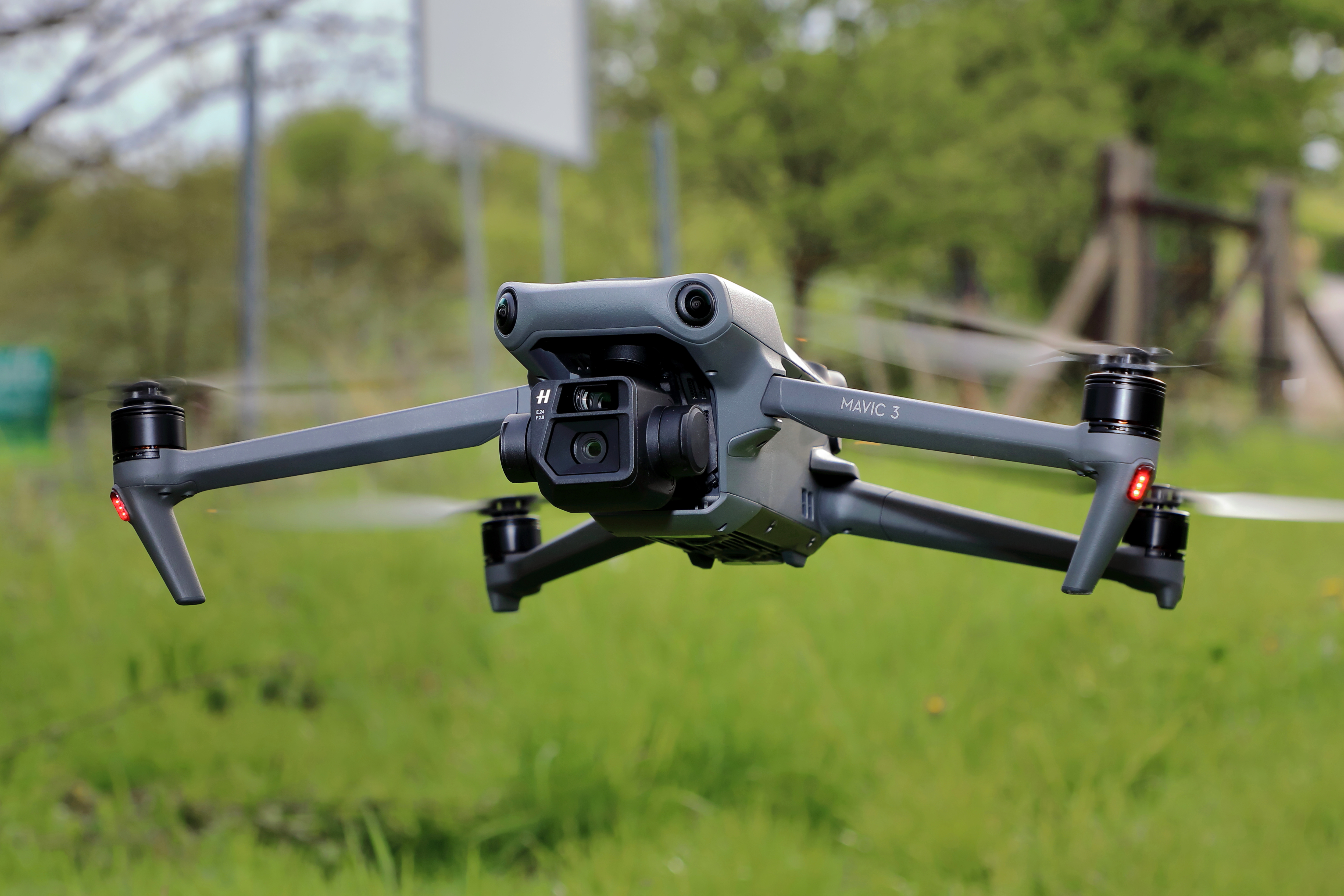
DJI Mavic 3 mit integrierter Kamera

Da-Jiang Innovations Science and Technology Co., Ltd, kurz DJI, (chinesisch 大疆創新科技有限公司 / 大疆创新科技有限公司, Pinyin Dà-Jiāng Chuàngxīn Kējì Yǒuxiàn Gōngsī, kurz 大疆創新 / 大疆创新,  Dà-Jiāng Chuàngxīn) ist ein chinesisches Technologieunternehmen, das im Jahr 2006 von Frank Wang (汪滔,  Wāng Tāo), Unternehmer und Ingenieur aus Hangzhou, gegründet wurde. Es hat sich auf die Entwicklung und Herstellung unbemannter Luftfahrzeuge, insbesondere Quadrocopter, zur Luftbildfotografie und -videografie im privaten und professionellen Einsatz spezialisiert. DJI gilt als Weltmarktführer bei Drohnen für den privaten und gewerblichen Gebrauch und weist einen Jahresumsatz von mehr als drei Milliarden Euro aus (Stand 2022).

## Entwicklung
DJI mit Sitz im südchinesischen Shenzhen wurde im Jahr 2006 von Frank Wang gegründet. Die USA verboten 2017 ihren Streitkräften, Drohnen des Konzerns zu verwenden, da auch DJI mit der chinesischen Regierung zusammen arbeitet (siehe Abschnitt US-Bann). Als Grund wurde die „Verwundbarkeiten gegen Cyber-Angriffe“ der Drohnen genannt.
DJI reagierte mit einer neuen Produktfamilie, der sogenannten „DJI Government“. Bei der Serie sollen mit einem „Local Data Mode“ sämtliche Daten innerhalb des geschlossenen Nutzersystems und strikt getrennt vom Internet bleiben.
Im Jahr 2020 untersagte das US-Handelsministerium US-amerikanischen Firmen erstmals, den chinesischen Drohnen-Hersteller DJI mit Material zu beliefern. Im Juli 2021 erklärte dann das US-Verteidigungsministerium, dass es durch die Nutzung von DJI-Geräten mögliche Risiken für die nationale Sicherheit sieht. Laut tagesschau.de sieht das US-Verteidigungsministerium offenbar enge Verbindungen zwischen dem Technologieunternehmen und der chinesischen Volksbefreiungsarmee.

## Produkte
DJI hat sich seit seiner Gründung von einem reinen Hersteller von Fotodrohnen zu einem Technologieunternehmen mit weiteren fotografischen Produkten entwickelt, etwa Gimbals für Filmkameras (Ronin). Am 15. Juni 2022 gab DJI bekannt, dem Vollformat-Kamerasystem der L-Allianz beigetreten zu sein, zu der bis dato Leica, Panasonic, Sigma und Leitz gehörten.

### Controller
Das Unternehmen entwickelt auf den professionellen und amateurhaften Einsatz abgestimmte Controller zur Steuerung von Fotodrohnen. Diese bestehen bei einem typischen Modell des Jahres 2019 aus Haupt-Controller, PMU, GPS-Controller, IMU sowie LED-Bluetooth-Indikator.

### Multikopter

#### Phantom

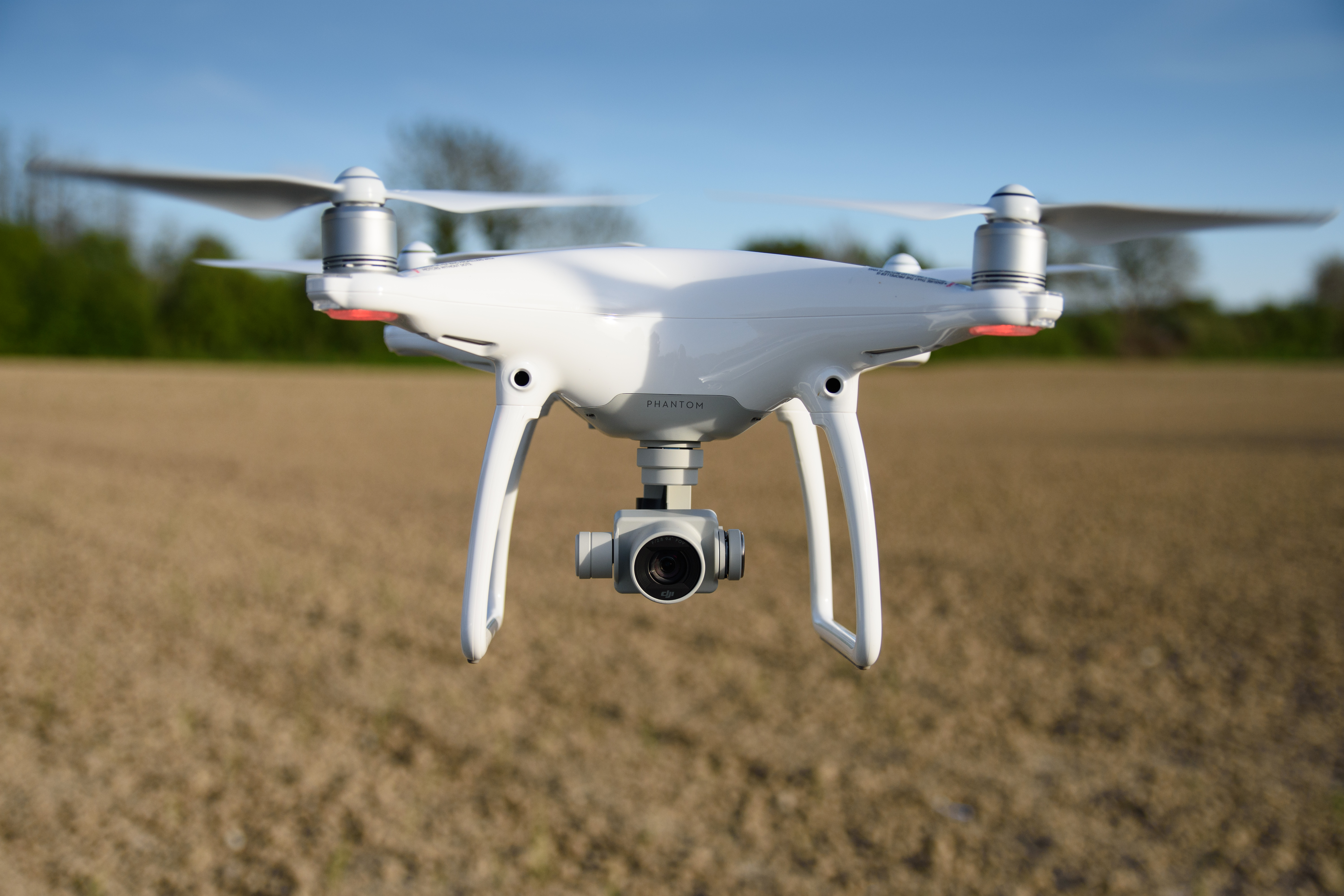
DJI Phantom 4

Mit der Phantom stieg das Unternehmen in den Markt für Drohnen ein. Die 1. Generation kam 2013 auf den Markt und hatte noch kein integriertes Kamerasystem, sondern lediglich eine ungedämpfte Aufhängung für einen Action-Camcorder. Optional konnte ein gedämpftes 2/3-Achsen-Gimbal ergänzt werden. 2013 wurde die Phantom 2 mit einer nahezu verdoppelten Flugzeit, dank eines leistungsstärkeren Akkus, vorgestellt. Auch dieses Modell enthielt in der Grundversion keine Kamera. Diese kam erst mit der Phantom 2 Vision hinzu. Jetzt konnte der Drohnenpilot das von der Drohne zum Controller in der Hand per Videosignal übertragene Live-Bild mitverfolgen (First Person View, FPV). Mit der 2014 veröffentlichten Phantom 2 Vision+ bekam die eingebaute Kamera eine Gimbaltechnik, die eine horizontal ausbalancierte Kameraführung, unabhängig von der Fluglage ermöglichte. Erstmals wurde eine Full-HD-Kamera verwendet.
Die Phantom-Serie gilt als Wegbereiter für den kommerziellen Erfolg von Fotodrohnen. In den Jahren 2015 bis 2017 erschienen unter anderem Phantom-3-Varianten namens Standard, Advanced, Professional. Mit Letzterer zog die 4K-Auflösung in die Ausstattung ein.
Im März 2016 stellte DJI die Phantom 4 vor. Die Gimbal-Einheit wurde teilweise in das Gehäuse integriert und war aus einer leichteren Magnesiumlegierung gefertigt. Hinzu kamen Detektoren zur Verhinderung von Kollisionen. 5870 mAh-Akkus verlängern die Flugzeit auf ca. 30 Minuten. Das OcuSync-System bewirkte zuverlässigere und schnellere Funkübertragungen zwischen Drohne und Controller.
|                           | DJI Phantom 2    | DJI Phantom 3 Standard      | DJI Phantom 3 Advanced      | DJI Phantom 3 Professional  | DJI Phantom 3 4K            | DJI Phantom 4               | DJI Phantom 4 Pro           | DJI Phantom 4 Pro V2.0      |
| Einführungsjahr           | 2013             | 2015                        | 2015                        | 2015                        | 2016                        | 2016                        | 2016                        | 2018                        |
| Startmasse                | 1000 g           | 1216 g                      | 1280 g                      | 1280 g                      | 1280 g                      | 1380 g                      | 1388 g                      | 1388 g                      |
| Maße                      | 350mm (Diagonal) | 350mm (Diagonal)            | 350mm (Diagonal)            | 350mm (Diagonal)            | 350mm (Diagonal)            | 350mm (Diagonal)            | 350mm (Diagonal)            | 350mm (Diagonal)            |
| max. Flugzeit             | 25 min           | 25 min                      | 23 min                      | 23 min                      | 25 min                      | 28 min                      | 30 min                      | 30 min                      |
| max. Fotoauflösung        | -                | 12 MP                       | 12 MP                       | 12 MP                       | 13 MP                       | 12 MP                       | 20 MP                       | 20 MP                       |
| max. Videoauflösung       | -                | 2,7K 30fps                  | 2,7K 30fps                  | 4K 30fps                    | 4K 30fps                    | 4096 × 2160, 4K 30fps       | 4096 × 2160, 4K 50fps       | 4096 × 2160, 4K 50fps       |
| Bildsensor                | -                | 1/2.3” CMOS                 | 1/2.3” CMOS                 | 1/2.3” CMOS                 | Sony EXMOR 1/2.3" CMOS      | 1/2.3” CMOS                 | 1’’ CMOS                    | 1’’ CMOS                    |
| Sichtfeld                 | -                | 94° 20 mm                   | 94° 20 mm                   | 94° 20 mm                   | 94° 20 mm                   | 94° 20 mm                   | 84° 20 mm                   | 84° 20 mm                   |
| Blende                    | -                | -                           | -                           | -                           | -                           | -                           | -                           | -                           |
| Gimbal                    | -                | 3-Achsen                    | 3-Achsen                    | 3-Achsen                    | 3-Achsen                    | 3-Achsen                    | 3-Achsen                    | 3-Achsen                    |
| Hindernisvermeidung       | -                | -                           | -                           | -                           | -                           | vorne, unten                | vorne, hinten, unten        | vorne, hinten, unten        |
| max. Flughöhe (N.N)       | -                | 6000m                       | 6000 m                      | 6000 m                      | 6000 m                      | 6000 m                      | 6000 m                      | 6000 m                      |
| max. Reichweite           | 1 km             | 1 km (FCC) 500 m (CE)       | 5 km (FCC) 3,5 km (CE)      | 5 km (FCC) 3,5 km (CE)      | 1,2 km(FCC) 500 m(CE)       | 5 km (FCC) 3,5 km (CE)      | 7 km(FCC), 3,5 km(CE)       | 7 km(FCC), 3,5 km(CE)       |
| max. Steiggeschwindigkeit | 6m/s             | 5m/s                        | 5m/s                        | 5m/s                        | 5m/s                        | 6m/s                        | 6m/s                        | 6m/s                        |
| max. Sinkgeschwindigkeit  | 2m/s             | 3m/s                        | 3m/s                        | 3m/s                        | 3m/s                        | 4m/s                        | 4m/s                        | 4m/s                        |
| max. Geschwindigkeit      | 54km/h           | 57,6 km/h                   | 57,6 km/h                   | 57,6 km/h                   | 57,6 km/h                   | 72 km/h                     | 72 km/h                     | 72 km/h                     |
| ISO Foto                  | -                | 100-1600                    | 100-1600                    | 100-1600                    | 100-1600                    | 100-1600                    | 100-1600                    | 100-6400                    |
| ISO Video                 | -                | 100-3200                    | 100-3200                    | 100-3200                    | 100-3200                    | 100-3200                    | 100-3200                    | 100-6400                    |
| Verschlusszeit            | -                | 8 – 1/8000 s                | 8 – 1/8000 s                | 8 – 1/8000 s                | 8 – 1/8000 s                | 8 – 1/8000 s                | 8 – 1/8000 s                | 8 – 1/8000 s                |
| Max. Video Bitrate        | -                | 40 Mbps                     | 40 Mbps                     | 60 Mbps                     | 60 Mbps                     | 60 Mbps                     | 100 Mbps                    | 100 Mbps                    |
| Fotoformat                | -                | JPEG, DNG (RAW)             | JPEG, DNG (RAW)             | JPEG, DNG (RAW)             | JPEG, DNG (RAW)             | JPEG, DNG (RAW)             | JPEG, DNG (RAW)             | JPEG, DNG (RAW)             |
| Videoformat               | -                | MP4, MOV (MPEG-4 AVC/H.264) | MP4, MOV (MPEG-4 AVC/H.265) | MP4, MOV (MPEG-4 AVC/H.265) | MP4, MOV (MPEG-4 AVC/H.265) | MP4, MOV (MPEG-4 AVC/H.265) | MP4, MOV (MPEG-4 AVC/H.265) | MP4, MOV (MPEG-4 AVC/H.265) |
| Akku-Art                  | 3S Li-Po         | 4S Li-Po                    | 4S Li-Po                    | 4S Li-Po                    | 4S Li-Po                    | 4S Li-Po                    | 4S Li-Po                    | 4S Li-Po                    |
| Akku                      | 5200 mAh         | 4480 mAh                    | 4480 mAh                    | 4480 mAh                    | 4480 mAh                    | 5350 mAh                    | 5870 mAh                    | 5870 mAh                    |
| Positionsbestimmung       | -                | GPS                         | GPS, GLONASS                | GPS, GLONASS                | GPS                         | GPS, GLONASS                | GPS, GLONASS                | GPS, GLONASS                |
| Objektiv                  | -                | -                           | -                           | -                           | -                           | -                           | -                           | -                           |
| Übertragungssystem        | -                | Wi-Fi                       | DJI Lightbridge             | DJI Lightbridge             | -                           | DJI Lightbridge             | DJI Lightbridge 2           | OcuSync 2.0                 |
| Interner Speicher         | -                | -                           | -                           | -                           | -                           | -                           | -                           | -                           |
| Betriebstemperatur        |                  | 5 bis 40 °C                 | 0 bis 40 °C                 | 0 bis 40 °C                 | 0 bis 40 °C                 | −10 bis 40 °C               | 0 bis 40 °C                 | 0 bis 40 °C                 |
| Windwiderstand            | n. b.            | 36 km/h                     | 36 km/h                     | 36 km/h                     |                             | 36 km/h                     | 36 km/h                     | 36 km/h                     |

#### Mavic & Mini

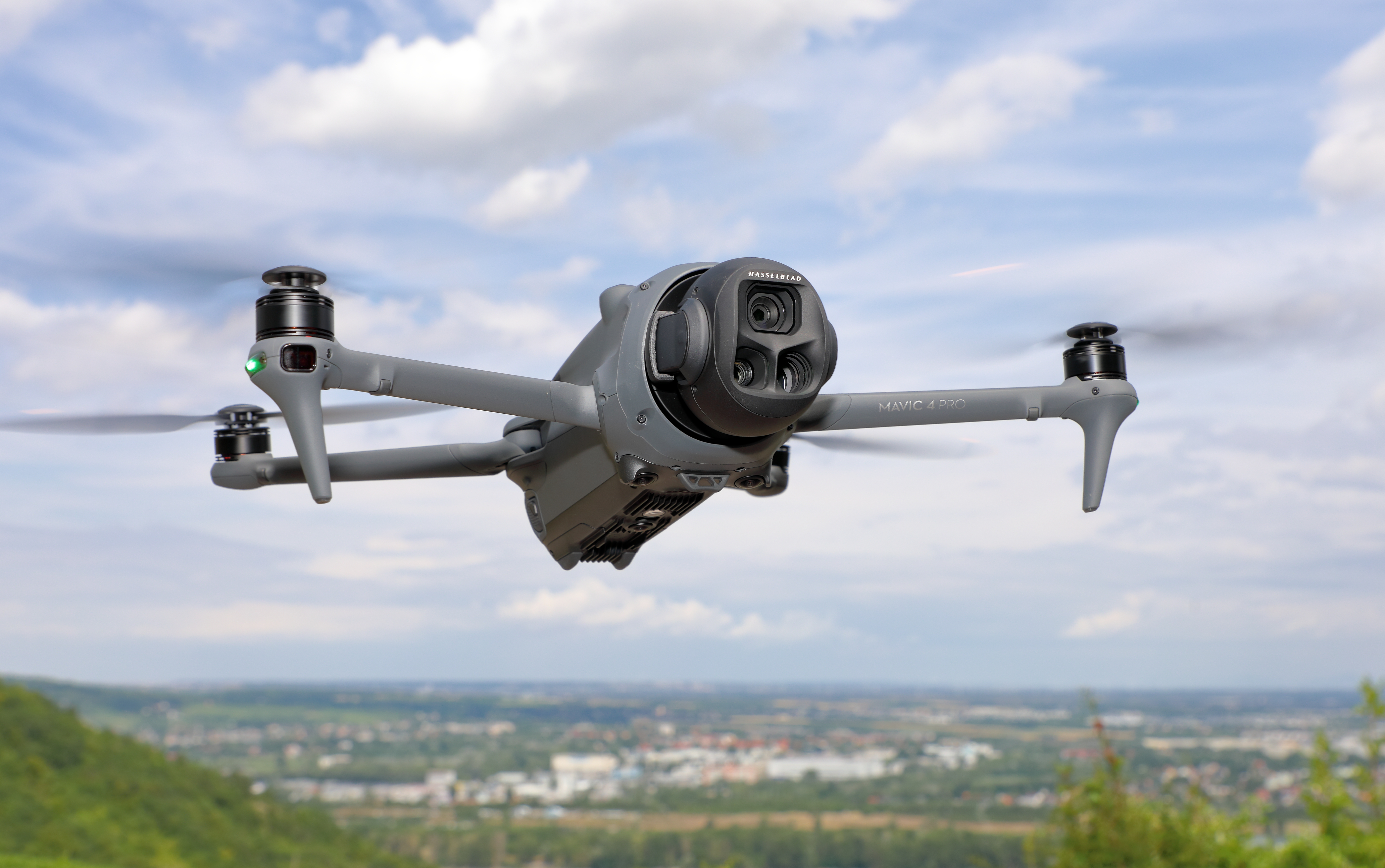
DJI Mavic 4 Pro

Am 27. September 2016 stellte DJI in New York City die erste semiprofessionelle Drohne vor, die sich, anders als die Phantom-Modelle, zusammenfalten ließ. Die Mavic Pro war technisch mit der Phantom 4 ebenbürtig. Ihre Kompaktheit, die Flugzeit von etwa 25 Minuten, die hohe Reichweite (angeblich bis 7 Kilometer, solange keine Hindernisse zwischen Controller und Drohne auftauchten), die Flugstabilität auch bei Wind und die Kameraauflösung sorgten für den Zugang zum Massenmarkt. Der Pilot musste sein Smartphone in die Halterung des Controllers einspannen, um darauf den Flug der Drohne zu kontrollieren. Nach und nach kamen sogenannte intelligente Flugmodi in der DJI Go 4 genannten App hinzu, etwa das Nachverfolgen von Menschen oder Tieren oder das Umkreisen von Kirchtürmen. Manche Steuerbefehle ließen sich, sofern die Drohne nah am Betrachter war, per Handgesten visuell übermitteln. Die Mavic-Serie wurde über die Jahre immer weiter entwickelt zur professionellen Kamera-Drohne und löst die Phantom-Serie inzwischen zunehmend ab.
|                          | DJI Mavic 3 Pro                                                            | DJI Mavic 3                                                                | DJI Mavic 3 Classic                      | DJI Mini 3 Pro               | DJI Mini 3             | DJI Mini 2              | DJI Mavic Mini           | DJI Mavic 2 Pro                          | DJI Mavic 2 Zoom                             | DJI Mavic Pro                |
| Einführungsjahr          | 2023                                                                       | 2021                                                                       | 2022                                     | 2022                         | 2021                   | 2020                    | 2019                     | 2018                                     | 2018                                         | 2016                         |
| Gewicht                  | Mavic 3 Pro: 958 g Mavic 3 Pro Cine: 963 g                                 | 895g (Cine: 899g)                                                          | 895 g                                    | 249 g                        | 248 g                  | 249 g                   | 249 g                    | 907 g                                    | 905 g                                        | 734 g                        |
| Maße                     | 221 × 96,3 × 90,3 mm                                                       | 221 × 96,3 × 90,3 mm                                                       | 221 × 96 × 90 mm                         | 145 × 90 × 62 mm             | 148 × 90 × 62 mm       | 138 × 81 × 58 mm        | 140 × 82 × 57 mm         | 214 × 91 × 84 mm                         | 214 × 91 × 84 mm                             | 198 × 83 × 83 mm             |
| max. Flugzeit            | 37 Minuten                                                                 | 46 Minuten                                                                 | 46 Minuten                               | 34 Minuten                   | 38 Minuten             | 31 Minuten              | 30 Minuten               | 31 Minuten                               | 31 Minuten                                   | 27 Minuten                   |
| max. Fotoauflösung       | 48 MP – 8000 × 6000                                                        | 5280 × 3956                                                                | 5280 × 3956                              | 48 MP – 8000 × 6000          | 12 MP – 4000 × 3000    | 12 MP – 4000 × 3000     | 12 MP – 4000 × 3000      | 5472 × 3648                              | 12 MP – 4000 × 3000                          | 12 MP – 4000 × 3000          |
| max. Videoauflösung      | 5.1K: 5.120 × 2.700@50fps                                                  | 5.1K/50fps – 5120 × 2700                                                   | 5.1K/50fps – 5120 × 2700                 | 4K/60fps – 3840 × 2160       | 4K/30fps – 3840 × 2160 | 4K/30fps – 3840 × 2160  | 2.7K/30fps – 2720 × 1530 | 4K/30fps – 3840 × 2160                   | 4K/30fps – 3840 × 2160                       | 4K/30fps – 3840 × 2160       |
| Bildsensor               | 4/3 CMOS,1/1,3-Zoll-CMOS, 1/1,2-Zoll-CMOS                                  | 4/3 CMOS                                                                   | 4/3", CMOS                               | 1/1,3'' CMOS                 | 1/1.3" CMOS            | 1/2,3'' CMOS            | 1/2,3'' CMOS             | 1''CMOS                                  | 1/2,3'' CMOS                                 | 1/2,3”                       |
| Sichtfeld                | 84°                                                                        | 84°                                                                        | 84°                                      | 82°                          | 82°                    | 83°                     | 83°                      | 48° – 83°                                | 48° – 83°                                    | 78,8°                        |
| Blende                   | f/2,8-f/11 f/3,4                                                           | f/2.8 – f/11                                                               | f/2.8 – f/11                             | f/1.7                        | f/1.7                  | f/2.8                   | f/2.8                    | f/2.8-f/11                               | f/2.8 (24 mm) – f/3.8 (48 mm)                | f/2.2                        |
| Gimbal                   | 3-Achsen                                                                   | 3-Achsen                                                                   | 3-Achsen                                 | 3-Achsen                     | 3-Achsen               | 3-Achsen                | 3-Achsen                 | 3-Achsen                                 | 3-Achsen                                     | 3-Achsen                     |
| Hindernisvermeidung      | Omnidirektional                                                            | Omnidirektional                                                            | Omnidirektional                          | Vorwärts, rückwärts, abwärts | Abwärts                | Abwärts                 | Abwärts                  | Omnidirektional                          | Omnidirektional                              | vorwärts, abwärts            |
| max. Flughöhe (N.N)      | 6.000 m                                                                    | 6.000 m                                                                    | 6.000 m                                  | 4.000 m                      | 4.000 m                | 4.000 m                 | 3.000 m                  | 6.000 m                                  | 6.000 m                                      | 5.000 m                      |
| max. Reichweite          | 15 km (FCC) 8 km (CE)                                                      | 15 km (FCC) 8 km (CE)                                                      | 15 km (FCC) 8 km (CE)                    | 12 km (FCC) 8 km (CE)        | 10 km (FCC) 6 km (CE)  | 10 km (FCC) 6 km (CE)   | 4 km (FCC) 2 km (CE)     | 10 km (FCC) 6 km (CE)                    | 10 km (FCC) 6 km (CE)                        | 7 km(FCC) 4 km (CE)          |
| max Steiggeschwindigkeit | 8 m/s                                                                      | 8 m/s                                                                      | 8 m/s                                    | 5 m/s                        | 5 m/s                  | 5 m/s                   | 4 m/s                    | 5 m/s                                    | 5 m/s                                        | 5 m/s                        |
| max Sinkgeschwindigkeit  | 6 m/s                                                                      | 6 m/s                                                                      | 6 m/s                                    | 5 m/s                        | 3,5 m/s                | 3,5 m/s                 | 3 m/s                    | 3 m/s                                    | 3 m/s                                        | 3 m/s                        |
| max. Geschwindigkeit     | 75 km/h (EU 68,4 km/h)                                                     | 75 km/h (EU 68,4 km/h)                                                     | 75 km/h (EU 68,4 km/h)                   | 58 km/h                      | 58 km/h                | 57,6 km/h               | 46,8 km/h                | 72 km/h                                  | 72 km/h                                      | 64,8 km/h                    |
| ISO Foto                 | 100 – 6400                                                                 | 100 – 6400                                                                 | 100 – 6.400                              | 100 – 6.400                  | 100 – 6.400            | 100 – 12800             | 100 – 3200               | 100 – 3200                               | 100 – 3200                                   | 100 – 3200                   |
| ISO Video                | 100 – 6400                                                                 | 100 – 6400                                                                 | 100 – 6.400                              | 100 – 6.400                  | 100 – 6.400            | 100 – 6400              | 100 – 3200               | 100 – 3200                               | 100 – 3200                                   | 100 – 1600                   |
| Verschlusszeit           | 8 – 1/8000 s                                                               | 8 – 1/8000 s                                                               | 8 – 1/8000 s                             | 2 – 1/8000 s                 | 2 – 1/8000 s           | 4 – 1/8000 s            | 4 – 1/8000 s             | 8 – 1/8000 s                             | 8 – 1/8000 s                                 | 4 – 1/8000 s                 |
| Max. Video Bitrate       | 200 MBit/s (H.264/H.265)                                                   | 200 MBit/s (H.264/H.265)                                                   | 200 MBit/s                               | 150 MBit/s                   | 100 MBit/s             | 100 MBit/s              | 40 MBit/s                | 100 MBit/s                               | 100 MBit/s                                   | 60 MBit/s                    |
| Fotoformat               | JPEG / DNG (RAW)                                                           | JPEG / DNG (RAW)                                                           | JPEG / DNG (RAW)                         | JPEG / DNG (RAW)             | JPEG / DNG (RAW)       | JPEG / DNG (RAW)        | JPEG                     | JPEG / DNG (RAW)                         | JPEG / DNG (RAW)                             | JPEG / DNG (RAW)             |
| Videoformat              | MP4 / MOV (MPEG-4 AVC/H.264, HEVC/H.265) (Cine: MOV (Apple ProRes 422 HQ)) | MP4 / MOV (MPEG-4 AVC/H.264, HEVC/H.265) (Cine: MOV (Apple ProRes 422 HQ)) | MP4 / MOV (MPEG-4 AVC/H.264, HEVC/H.265) | MP4 / MOV (H.264/H.265)      | MP4 (H.264)            | MP4 (H.264/MPEG-4 AVC)  | MP4 (H.264/MPEG-4 AVC)   | MP4 / MOV (MPEG-4 AVC/H.264, HEVC/H.265) | MP4 / MOV (H.264 / MPEG-4 AVC, H.265 / HEVC) | MP4 / MOV (MPEG-4 AVC/H.264) |
| Akku-Art                 | 4S Li-Po                                                                   | 4S Li-Po                                                                   | 4S Li-Po                                 | 2S Li-Po                     | 2S Li-Po               | 2S Li-Po                | 2S Li-Po                 | 4S Li-Po                                 | 4S Li-Po                                     | 3S Li-Po                     |
| Akku                     | 5.000 mAh                                                                  | 5.000 mAh                                                                  | 5.000 mAh                                | 2.453 mAh                    | 2.453 mAh              | 5.200 mAh               | 2.600 mAh                | 3.850 mAh                                | 3.850 mAh                                    | 3.830 mAh                    |
| Positionsbestimmung      | GPS + Galileo + BeiDou                                                     | GPS + Galileo + BeiDou                                                     | Beidou, GALILEO, GPS                     | GPS, Beidou, GALILEO         | GPS, Beidou, GALILEO   | GPS + GLONASS + Galileo | GPS + GLONASS            | GPS + GLONASS                            | GPS + GLONASS                                | GPS + GLONASS                |
| Objektiv                 | 24 mm                                                                      | 24 mm                                                                      | 24 mm                                    | 24 mm                        | 24 mm                  | 24 mm                   | 24 mm                    | 35 mm                                    | 24 – 48 mm                                   | 26 mm                        |
| Übertragungssystem       | OcuSync 3 +                                                                | OcuSync 3 +                                                                | OcuSync 3 +                              | OcuSync 3                    | OcuSync 2.0            | OcuSync 2.0             | Verbessertes Wi-Fi       | OcuSync 2.0                              | OcuSync 2.0                                  | OcuSync 1                    |
| Interner Speicher        | 8 GB (Cine: 1TB)                                                           | 8 GB                                                                       | 8 GB                                     | 1,2 GB                       | -                      | -                       | -                        | 8 GB                                     | 8 GB                                         | -                            |
| Betriebstemperatur       | −10 bis 40 °C                                                              | −10 bis 40 °C                                                              | −10 bis +40 °C                           | 0 bis +40 °C                 | 0 bis +40 °C           | 0 bis 40 °C             | 0 bis 40 °C              | −10 bis 40 °C                            | −10 bis 40 °C                                | 5 bis 40 °C                  |
| Windwiderstand           | 43 km/h                                                                    | 43 km/h                                                                    | 43 km/h                                  | 38,5 km/h                    | 38,5 km/h              | 38 km/h                 | 28 km/h                  | 38 km/h                                  | 38 km/h                                      | 36 km/h                      |

#### Air
2018 erschien die Mavic Air als als tragbarere Version der Mavic. Ihre Nachfolger sind die Mavic Air 2 und die Air 3.

#### Spark

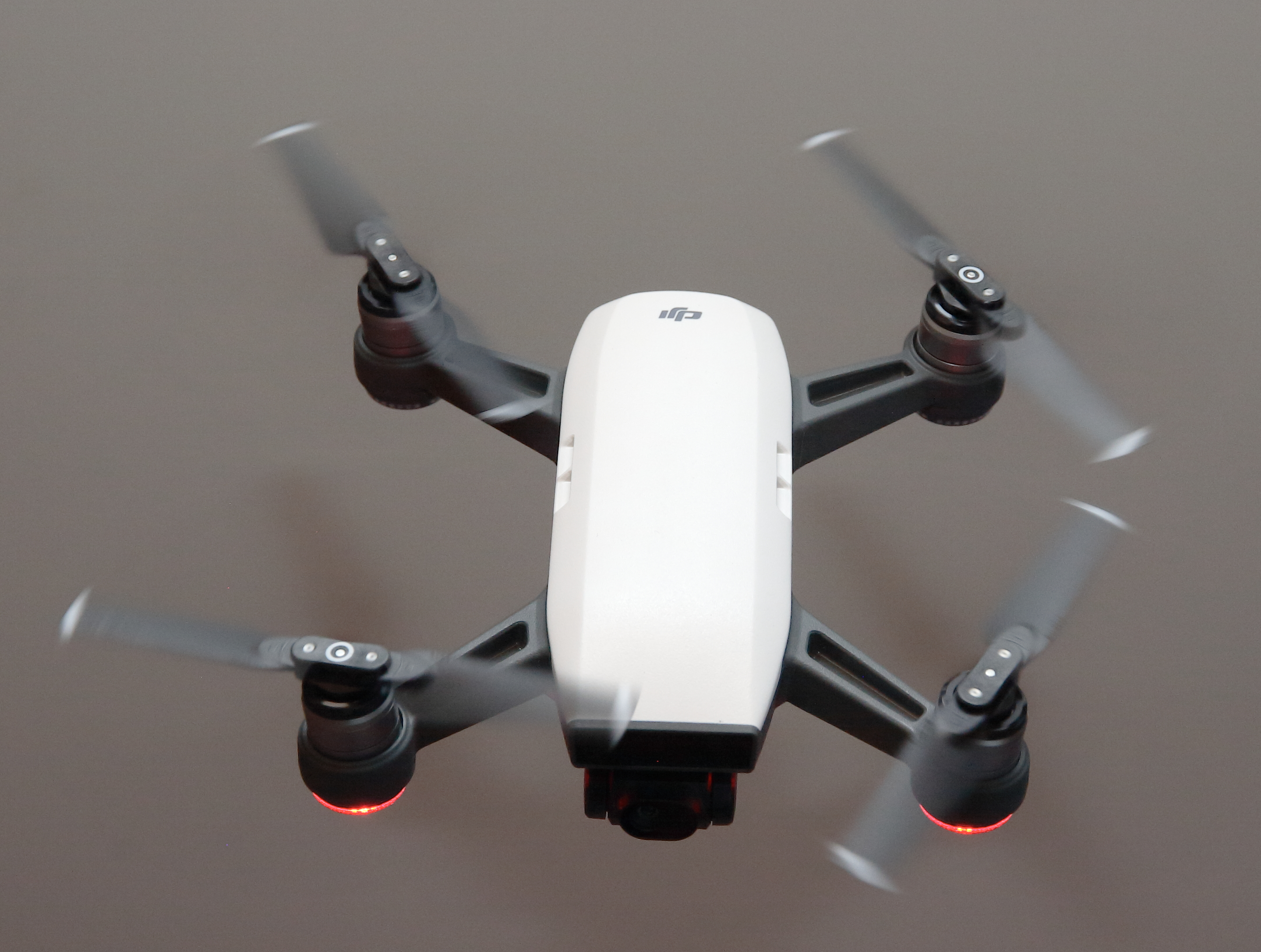
DJI Spark

2017 kam die Handflächen-kleine, oft als Selfie-Drohne bezeichnete Spark auf den Markt. Das Gewicht des Kopters beträgt 300 g. Die Drohne zielt auf das Einsteiger-Segment ab, so ist die Steuerung wahlweise auch ohne Controller über Smartphone oder Handgesten möglich, die verbaute Kamera FC1102 verfügt nur über einen 2-Achsen-Gimbal und unterstützt ausschließlich das JPEG-Format.

#### Inspire
Die 2014 eingeführte Inspire-Serie zielte auf den professionellen Gebrauch, also etwa Fernsehaufnahmen. Die getrennt erhältlichen Kameras ließen sich im Unterschied zu allen anderen DJI-Quadrocoptern rundum, also um 360°, drehen. Außerdem war die für professionelle Filmaufnahmen unabdingbare Trennung von Flug-Controller und Kamera-Monitor vorgesehen. Ein auf den Flug spezialisierter Drohnenpilot steuerte das Gerät, während der Kamera-Operator sich um die Optik kümmerte.

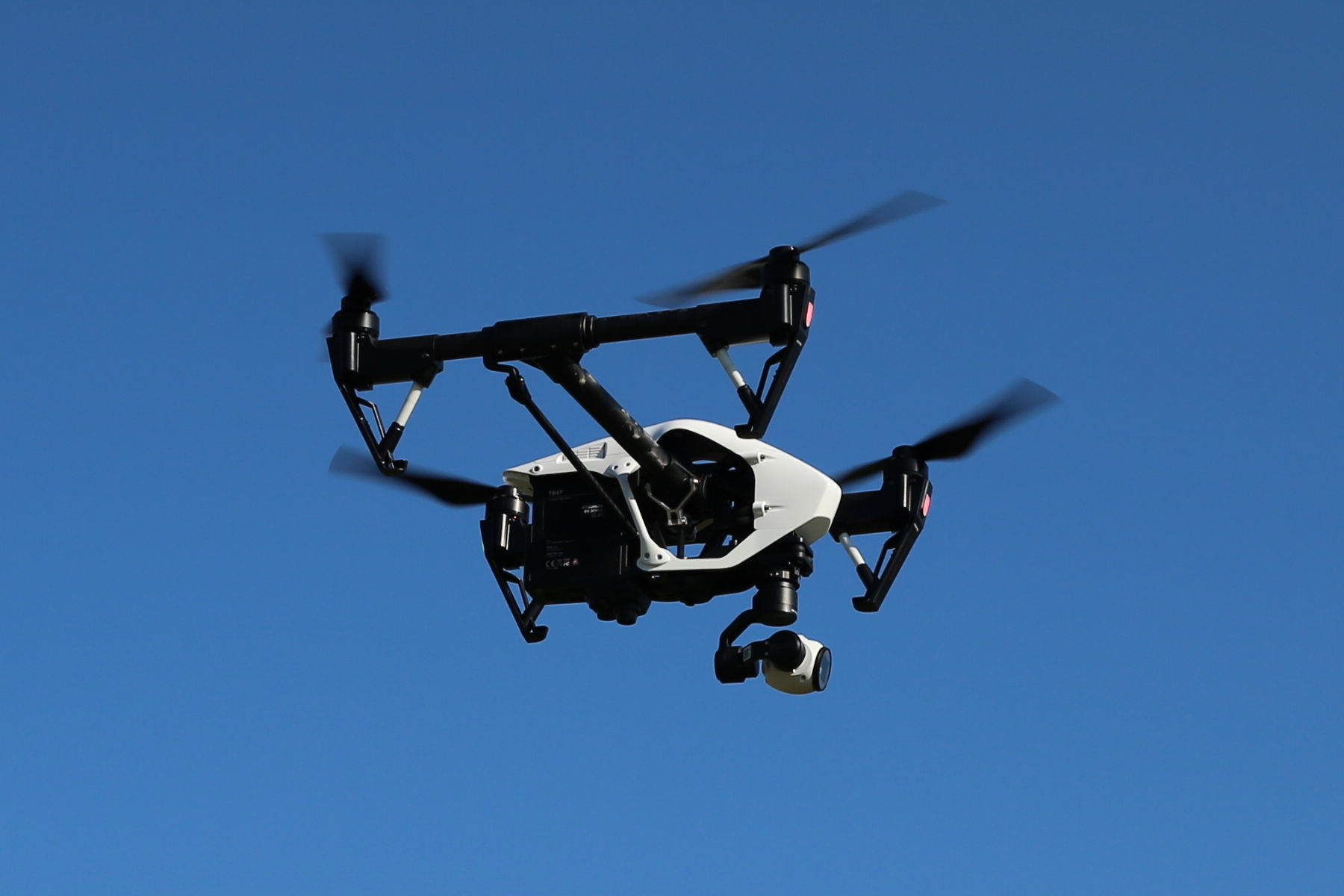
DJI Inspire 1

Die Drohne Inspire 1 kam 2014 auf den Markt und nahm in 4K und in 12 Megapixeln auf. Das Inspire 1 Pro genannte Kameraset Zenmuse X5 und X5R war mit sehr kleinen digitalen Kameragehäusen des Micro-Four-Thirds-Systems ausgestattet, die speziell für Luftaufnahmen entwickelt wurden.
Der Nachfolger kam 2016 auf den Markt. Inspire 2 erreichte eine Spitzengeschwindigkeit von 94 km/h. Die Zenmuse X4s- und X5s-Kameras nahmen Bilder mit bis zu 5,2 K auf und verfügten über eine Auflösung von 20,8 Megapixeln. Auch die Hinderniserkennung nach oben, vorne und unten kam hinzu.
2023 stellte DJI die Inspire 3 vor. Wie gewohnt mit Wechselobjektiven, in verschiedenen Brennweiten.
Die Inspire 3 ist mit ihrer Zenmuse x8 Kamera in der Lage Videos in 8K mit bis zu 70 FPS aufzunehmen.

#### Flame Wheel
Die Flame-Wheel-Serie umfasst Multicopter-Plattformen, die auf Luftaufnahmen ausgelegt sind, jedoch keine Kamera integriert haben. 2013 veröffentlichte DJI insgesamt drei Flame Wheels: den Hexacopter Flame Wheel F550 sowie die Quadrocopter Flame Wheel F330 und Flame Wheel F450.

#### Spreading Wings

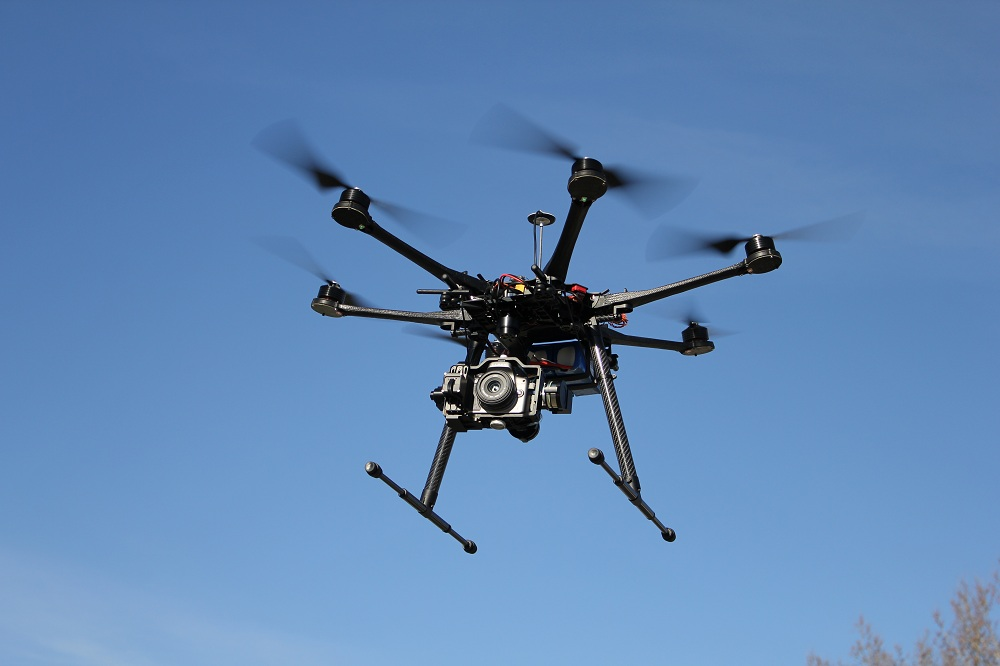
Die Spreading Wings S800 in der Luft

Für Luftaufnahmen mit schwereren Kameras, Rettungseinsätzen mit vermissten Personen und zur Überwachung hat DJI die „Spreading Wings“-Serie entwickelt. 2013 erschienen zwei Modelle der Hexacopter, die Spreading Wings S800 sowie die Spreading Wings S800 Evo. Die Besonderheit dieser Serie gegenüber anderen Multikoptern dieser Klasse liegt darin, dass die Arme, das GPS-Modul, sowie das Landegestell eingeklappt werden und so die Portabilität des Kopters deutlich erhöht wird. Daher kommt auch der Name (Spreading Wings (englisch) = ausbreitende Flügel).

#### Agras
Der Octocopter Agras MG-1 mit acht Rotoren ist auf Agrarkunden zum Spritzen von Pflanzenschutzmitteln ausgerichtet. Mit einem zehn Liter großen Tank kann das vor Staub und Wasser abgedichtete System autonom bis zu vier Hektar Land pro Stunde überfliegen. Laut Herstellerangaben ist er damit um das 40-Fache effizienter als die Arbeit manuell auszuführen. Programmiert man eine Flugroute über die Felder ein, verrichtet das System die Arbeit vollkommen autonom und kehrt selbständig zum Laden und Nachfüllen der Flüssigkeitstanks zurück. Der Agras wird zuerst in China und Korea und später auf weiteren Märkten für etwa 15.000 US-Dollar erhältlich sein.

#### Matrice

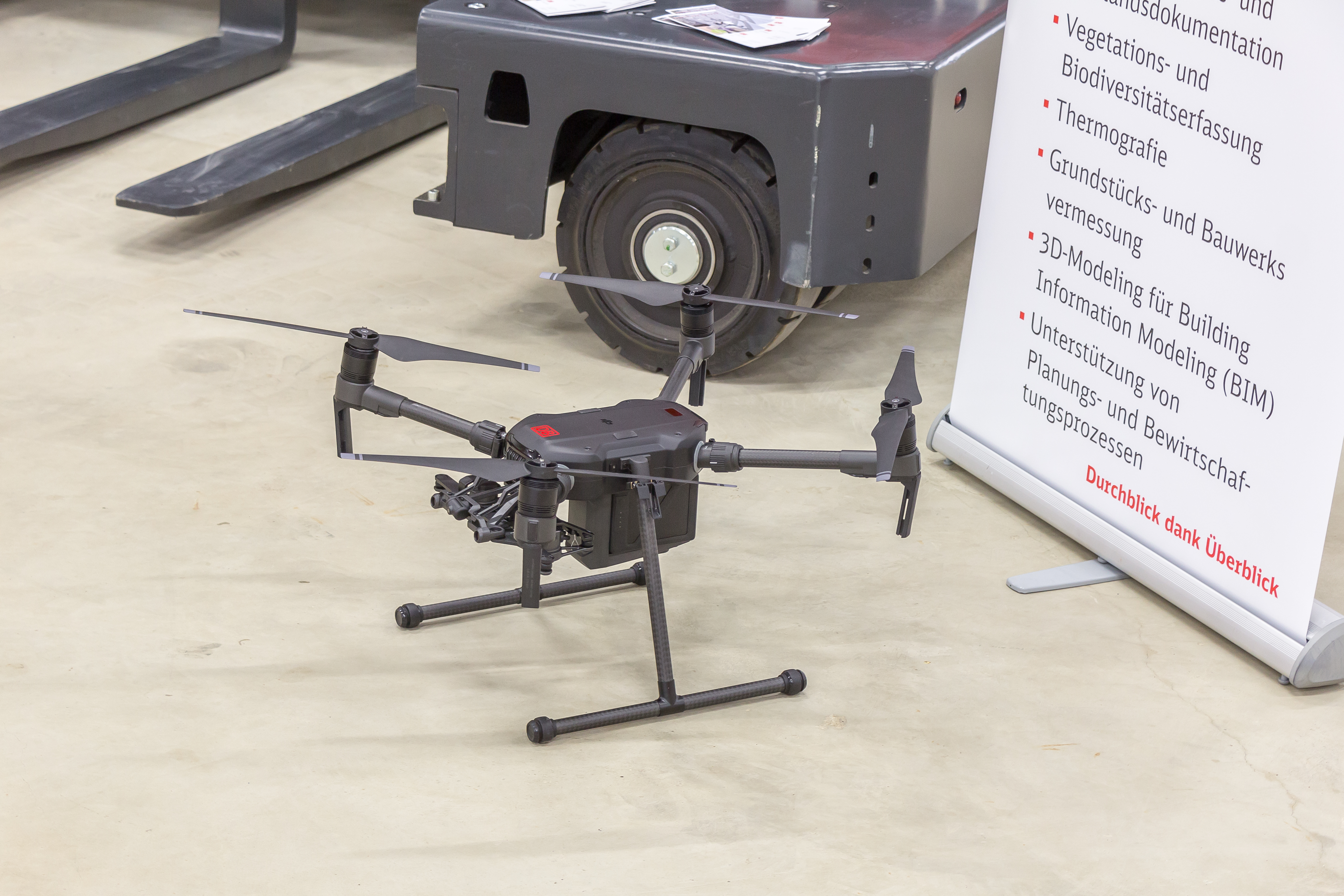
DJI Matrice 200-Serie, in Verwendung durch die Deutsche Bahn

Der Matrice 100 ist ein Quadrocopter, der sich an Programmierer richtet. Das Modell bietet ein API, das es dem Benutzer ermöglicht, den Copter mit diversen Programmiersprachen zu programmieren. Für den Matrice 100 ist Zubehör wie eine zusätzliche Akkuhalterung, die eine Flugzeit bis zu 30 Minuten ermöglicht, ein Minicomputer, ein Antikollisionssystem oder eine Halterung für die Inspire-Kameras (X3, X5, XT und X5R) erhältlich. Der Preis des Copters liegt bei etwa 3500 US-Dollar mit einem Akku und einer Fernsteuerung.

### Kameras

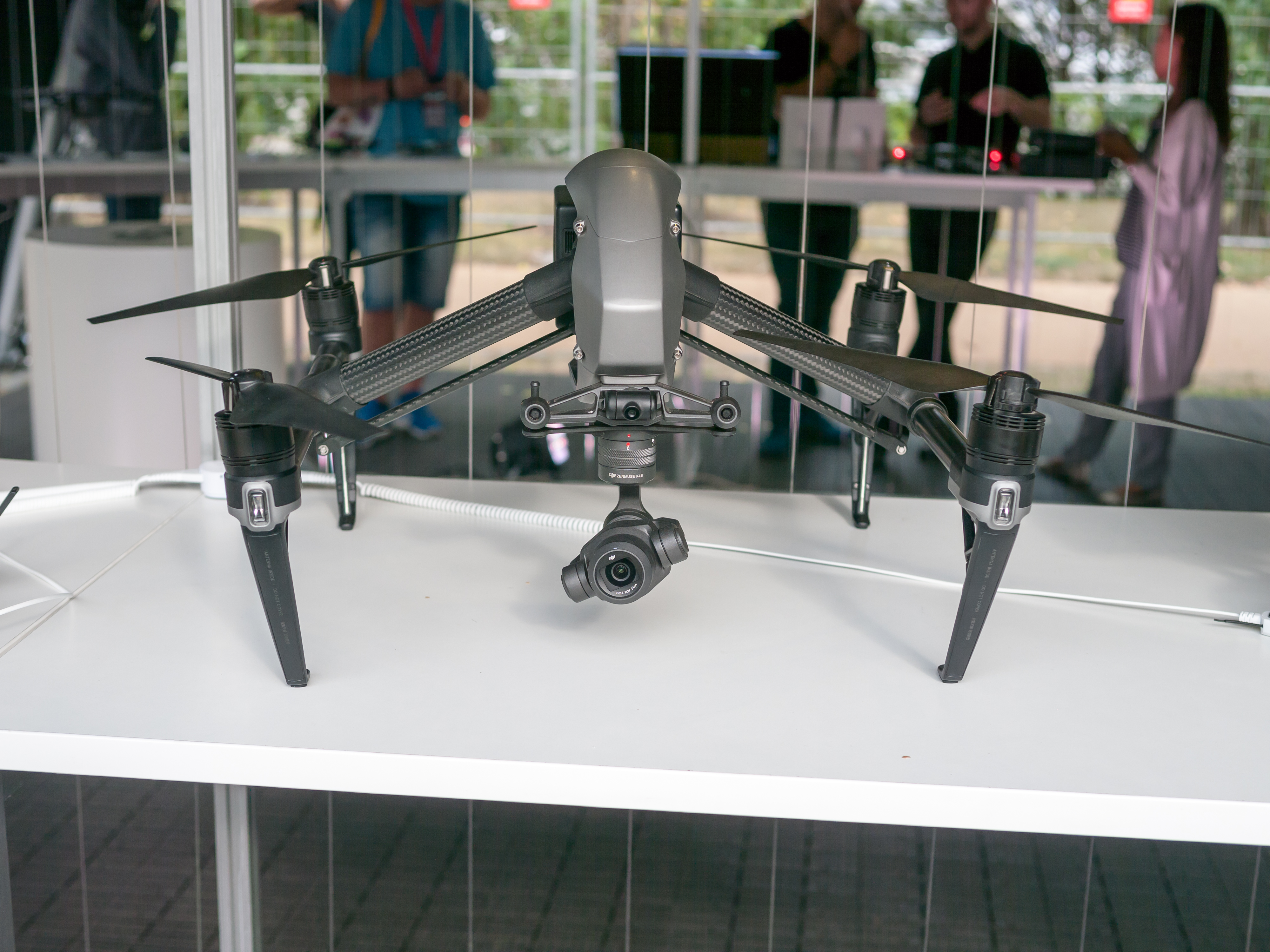
Zenmuse X4S-Kamera an einer DJI Inspire 2

Während die kleineren Multikopter Spark, Mavic und Phantom über fest installierte Kameras verfügen, bietet DJI unter dem Namen Zenmuse verschiedene Kameras und Kamerahalterungen an, die sich mit den größeren Multikoptern kombinieren lassen. Die Kameras der X5-Serie verfügen über einen Bajonettanschluss für Objektive des Standards Micro Four Thirds. Die Kamerabezeichnung der X5S ist FC6520.

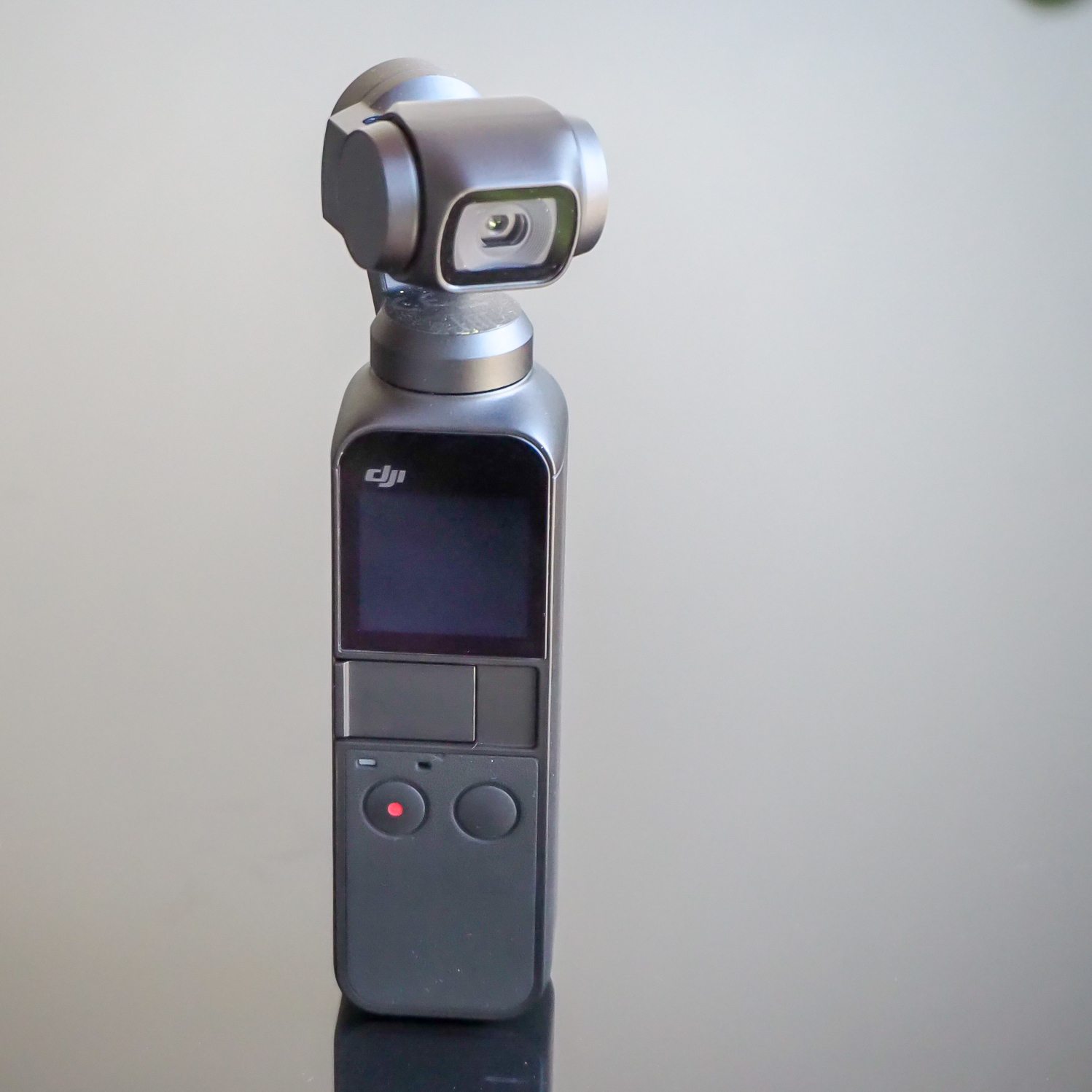
DJI Osmo Pocket

Osmo Pocket kam im Dezember 2018 auf den Markt. Das Gerät besitzt eine integrierte Kamera und einen Touchscreen. Die Kamera ist über einen 3-Achsen-Gimbal stabilisiert und nimmt Videos in 4K bei bis zu 60 fps auf. Im Oktober 2020 wurde es durch das Nachfolgemodell DJI Pocket 2 abgelöst.
Im Mai 2019 wurde die Osmo Action vorgestellt, eine auf Robustheit ausgelegte Actioncam im von GoPro geprägten Miniformat. Sie kann digital stabilisierte Videos in 4K-Auflösung mit 60 fps aufnehmen und verfügt über einen 12-Megapixel-Bildsensor. Der Blickwinkel des Objektivs liegt bei 145° mit einer Blende von F2.8. Die Kamera weist Bildschirme vorn und hinten auf und ist bis 11 Meter Tiefe wasserdicht.

### Erkennungssysteme

#### AeroScope
AeroScope ist ein System zur Erkennung von Drohnen, das von Sicherheitsbehörden eingesetzt wird. Es detektiert bedenkliche Flüge in Flugverbotszonen von Flughäfen, Kraftwerken, militärischen Sperrgebieten oder Ähnlichem. Das System identifiziert und verfolgt Flugverläufe von Drohnen in Echtzeit.
Es gab 2022 kurz nach dem Beginn des Überfalls russischer Truppen auf die Ukraine Berichte, Russland nutze AeroScope dazu, ukrainische Drohnen und deren Piloten zu finden und zu beschießen. Die Ukraine warf DJI vor, dadurch Russlands Angriffe zu unterstützen. DJI bestritt dies.

#### AirSense
DJI hat 2019 angekündigt, ab Januar 2020 alle Drohnen mit einem Gewicht von über 250 g mit dem Erkennungssystem AirSense auszustatten. Dabei handelte es sich um einen Detektor, der Flugzeuge in der Umgebung erkennt und den Drohnenpiloten warnt. Erkannt werden Helikopter und Flugzeuge, die ihren Standort mit ADS-B kommunizieren.

### Stabilisatoren

#### Ronin
Ronin ist ein Handheld-Gimbalsystem zur Stabilisierung von professionellen Videoaufnahmen. Das System beinhaltet drei Motoren, die die Kamera stabil halten. 2015 gab es für Kameras die Ronin SC (günstigstes Model), Ronin SC Pro Combo, Ronin 2, die berühmte Ronin S, Ronin Mx und die Ronin M. Für Eigengebrauch (Hobby) hat die Ronin SC/Pro Combo und Ronin S am meisten Sinn.

#### Osmo
Die Osmo-Serie ist für Amateure gedacht. Im Herbst 2015 veröffentlichte DJI eine handgehaltene Kamera mit dreiachsiger, bildstabilisierender kardanischer Aufhängung (Gimbal); abgeleitet aus den Phantom- und Inspire-Kameras.

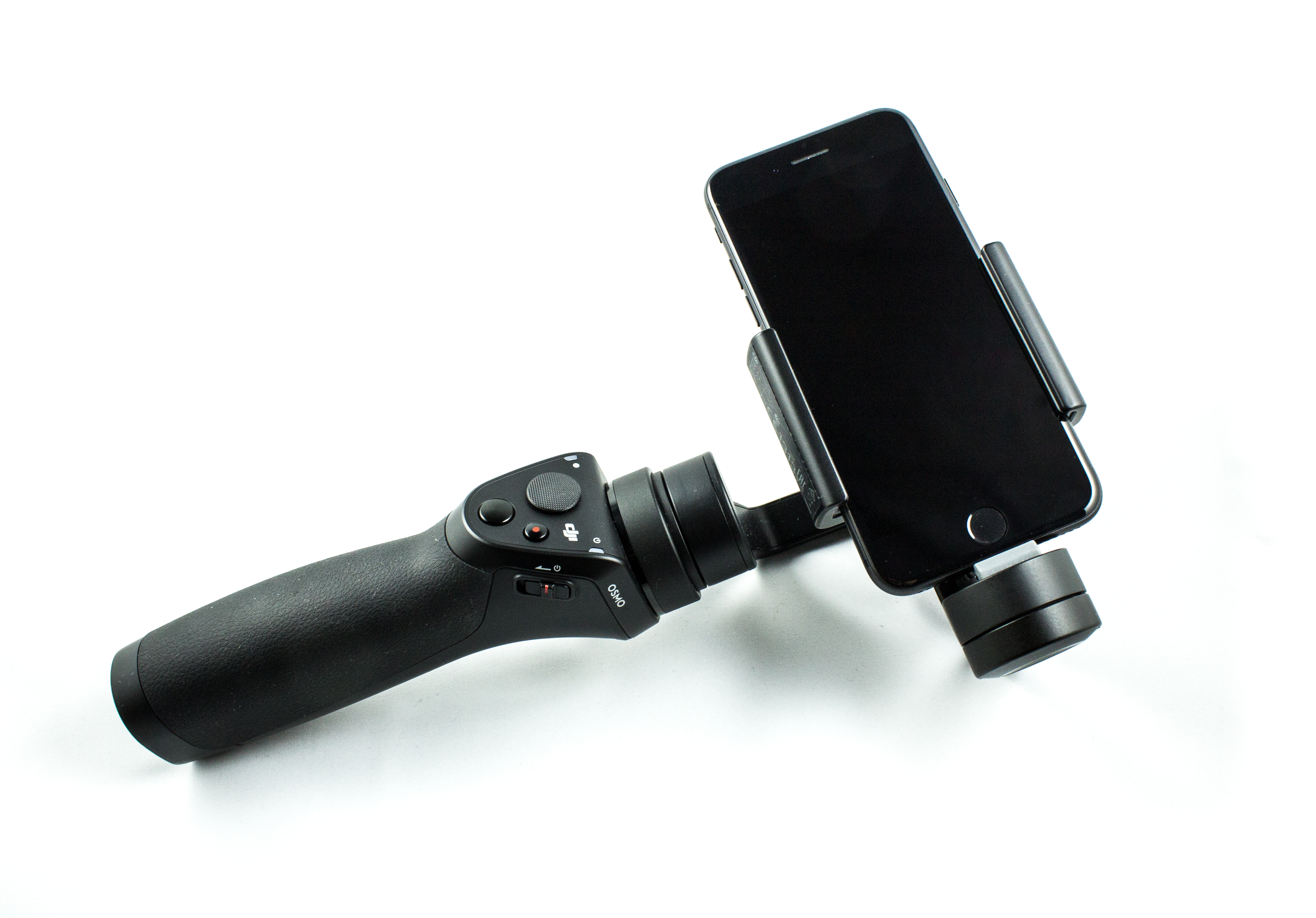
DJI Osmo Mobile mit eingespanntem Smartphone

Seit September 2016 ist die Osmo Mobile erhältlich, die anstelle einer integrierten Kamera eine Gimbal-Halterung für ein Smartphone besitzt.
Osmo Pro und Osmo RAW verfügen über eine kleine Kamera im Micro-Four-Thirds-Format mit 16 Megapixeln.

#### Hasselblad
2017 stockte DJI seinen Minderheits-, zu einem Mehrheitsanteil am Hersteller von Mittelformatkameras Hasselblad auf.

### Pedelec-Motorisierung
2024 stellte DJI mit Avinox einen Motor für Elektrofahrräder vor, der neben einem passenden Batteriesystem und einem integrierten Getriebe auch einen GPS-Sensor zur Erfassung von Fahrleistungsdaten enthält. Das System soll erstmalig im E-Bike Amflow PL verbaut sein.

## Zugriff der chinesischen Regierung auf Daten
Im April 2016 räumte ein Sprecher von DJI ein, dass die chinesische Regierung auf die Daten der Filmaufnahmen Zugriff haben könne, die die DJI-Kunden mit den Drohnen aufgenommen haben. Chinas Staatspräsident Xi Jinping hatte kurz zuvor in einer Grundsatzerklärung gesagt, dass das Internet mit all seinen Daten in China unter Kontrolle des Staates stehe.

## Datensicherheit und US-Bann
Die USA haben den weltweiten Drohnen-Marktführer auf ihre schwarze Liste gesetzt. US-Firmen dürfen künftig keine Geschäfte mehr mit dem Hersteller machen. Jedoch ist entgegen der landläufigen Meinung die Datensicherheit nicht der Grund für das Verbot, sondern ein Handelsstreit und das Vergehen gegen Menschenrechte seitens der chinesischen Regierung. Während Huawei wegen Spionagevorwürfen auf der schwarzen Liste landete, wirft die US-Regierung dem Drohnenunternehmen lediglich Vergehen gegen Menschenrechte vor, indem deren Drohnen zur Überwachung eingesetzt wurden. Es gibt weltweite Befürchtungen zur Datensicherheit, es konnte bisher aber in keinem Fall bestätigt werden, dass gegen die DSGVO (GDPR) oder sonstige Datensicherheit verstoßen wurde. DJI hat in den vergangenen Jahren mehrere Funktionen in deren Systeme eingebaut, um Daten sicher zu verarbeiten. Dazu gehören Audits von Prüfunternehmen, das DJI Bug Bounty Program und interne Updates mit Datenverschlüsselung und Offline-Modes.

## Nutzer
DJI Drohnen werden weltweit genutzt. Teilweise sind sie auch bei Behörden im Einsatz.
Ende September 2022 hat das Beschaffungsamt des Innenministeriums in einer Ausschreibung zu „Unbemannten Luftfahrzeugen“ bis zu 67 Drohnensysteme speziell des Typs DJI Matrice 300 beantragt. Die Drohnen sollen vom Technischen Hilfswerk für die Katastrophenhilfe eingesetzt werden. Die Entscheidung ist umstritten.

## Trivia
- Das Unternehmen war im Jahr 2015 Sponsor des Musikfestivals Rock am Ring.[27]
- DJI ist offizieller Unterstützer des Micro-Four-Thirds-Standards für Systemkameras.[28]
- Im Januar 2015 stürzte eine DJI-Drohne auf den Rasen des Weißen Hauses. Der damals amtierende US-Präsident Barack Obama nahm dies zum Anlass, mehr Regulierung von Drohnen in den USA zu fordern.[23][29]
- Im Januar 2017 startete eine DJI Phantom 3 Professional auf dem 6739 Meter hohen Vulkan Llullaillaco, dies war der bis dorthin höchste aufgezeichnete Flug einer DJI-Drohne.[30]
- Im August 2022 wurde der Rekord gebrochen, eine Mavic 3 flog über den Gipfel des Mount Everest, in einer Höhe von 9232 Meter.[31]